# Caryomys
Caryomys (Thomas, 1911) è un genere di roditori della famiglia dei Cricetidi.

## Descrizione

### Dimensioni
Al genere Caryomys appartengono roditori di piccole dimensioni, con lunghezza della testa e del corpo tra 83 e 100 mm e la lunghezza della coda tra 32 e 60 mm.

### Caratteristiche craniche e dentarie
Il cranio è simile a quello del genere Eothenomys del quale è stato ritenuto per molti anni un sottogenere. Il palato è semplice e i molari sono a crescita continua. 
Sono caratterizzati dalla seguente formula dentaria:

### Aspetto
L'aspetto è simile ad un'arvicola. Il colore del corpo è generalmente marrone scuro. La coda è corta. Le femmine hanno soltanto due paia di mammelle.

## Distribuzione
Il genere è endemico della Cina.

## Tassonomia
Il genere comprende 2 specie.
- Caryomys eva
- Caryomys inez